# Hinterhubera adenopetala
Hinterhubera adenopetala là một loài thực vật có hoa trong họ Cúc. Loài này được Cuatrec. & Aristeg. mô tả khoa học đầu tiên năm 1956.